# Panzerkampfwagen I
Panzerkampfwagen I (resp. PzKpfw I či SdKfz 101) byl německý lehký tank produkovaný v letech 1934–1938. Celkem bylo vyrobeno přes 2100 strojů. Původně se předpokládalo, že půjde jen o cvičné stroje, ale finanční potíže a problémy s vývojem středních tanků typu Pz III a Pz IV vedly k tomu, že byl nakonec nasazován v boji a na začátku války dokonce byl nejčetnějším bojovým strojem německých tankových vojsk, zejména ve Španělské občanské válce a při invazi do Polska. Zde slavil úspěchy v boji proti pěchotě, která dosud nebyla vyzbrojena adekvátními protitankovými zbraněmi. Horší však bylo, setkal-li se s obrněnou technikou protivníka. Jeho kulomety nebyly adekvátní zbraní proti nepřátelským obrněncům a slabý pancíř nedokázal vydržet ani zásahy z těžkého kulometu. Pokud např. ve Španělsku potkal ruské tanky BT či T-26, výsledkem býval jednostranný masakr. Tanky Pz I se účastnily ještě zahájení operace Barbarossa, ale v té době už byla jejich bojová hodnota velice problematická a daly se použít maximálně tak k průzkumu. Proto byly urychleně staženy z bojových operací.
Přestože jeho nevýhodou byl slabý pancíř, výhodu měl tento tank v tom, že byl poměrně rychlý. Varianta Pz I A měla rychlost 37,5 km/h a Pz I B 40 km/h. Průměrná rychlost otáčení korby 48 stupňů/s, rychlost věže 44 stupňů/s. Pancíř korby (čelní/boční/zadní, mm): 8-13/13-14,5/13, pancíř věže (štít/čelní/boční/zadní, mm): 15/14/13/8. Tento tank byl vyzbrojen dvěma kulomety 7,92 mm M.G.13k. Disponoval také radiostanicí Fu2 a dle některých historiků se ve verzi Pz. I B používala i stanice Fu5. Ve Španělsku vznikla polní konverze tanku - montáže kanónu 20mm Breda. Tento tank oficiálně využíval pouze podkaliberní a průbojný typ granátů. Kulomet M.G.13k měl zásobu na 25 ran. 

## Varianty
- Pz I Ausf. A
- Pz I Ausf. B
- Pz I Ausf. C (VK 6.01) – tank, který nemá s původním Panzer I společného vůbec nic. Jednalo se o lehký průzkumný tank, rychlý díky silnému motoru Maybach HL 45 P. Návrh tanku vytvořen 1938 pravděpodobně na žádost výsadkových vojsk. V roce 1941 vzniklo 40 ks. ověřovací série.
- Pz I Ausf. F (VK 18.01) – tank, který nemá s původním Panzer I společného vůbec nic. Jednalo se o lehký, ale silně pancéřovaný tank určený k podpoře útočící pěchoty. Vyrobeno cca 30 kusů mezi lety 1941 a 1942.

## Významné modifikace
- Panzerjäger I (lehký stíhač tanků s kanónem 4,7 cm PaK(t)
- Flakpanzer I (samohybný protiletadlový kanón)
- Bison – SIG 33 (Sf) auf Panzerkampfwagen I Ausf B s dělem ráže 15 cm